# ローズ・セラヴィ

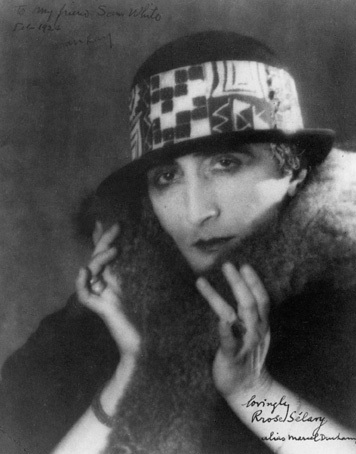
マン・レイ撮影のポートレイト「Rrose Sélavy」、1921年。アート・ディレクションはマルセル・デュシャン。ゼラチン・シルバープリント 5-7/8" x 3-7/8"。フィラデルフィア美術館蔵。

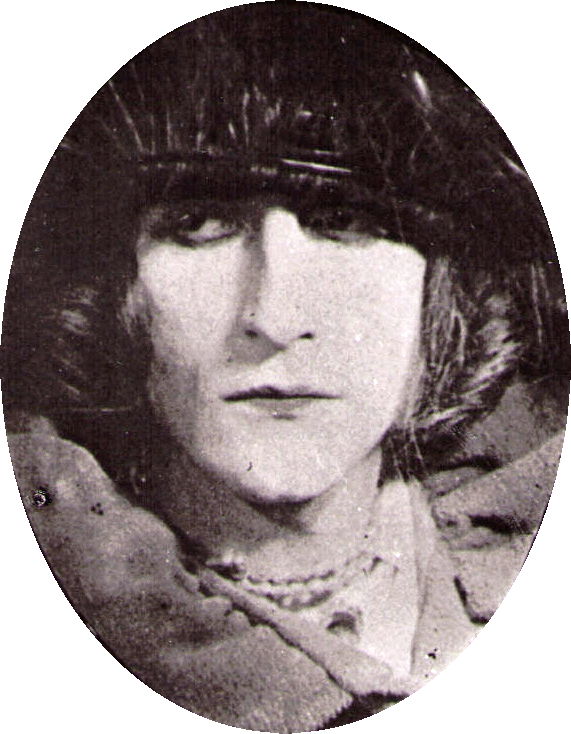
「Belle Haleine」の香水瓶のラベルに仕立てられたマン・レイ撮影のポートレイト、1921年。

ローズ・セラヴィ (Rrose Sélavy,  Rose Sélavy) は、フランスの芸術家マルセル・デュシャンが用いた変名、あるいは別人格の一つ。この名前は、駄洒落になっており、フランス語の  "Éros, c'est la vie"（「愛欲、それこそ人生」あるいは「愛欲、仕方がない」）に音が似ている。また、"Arroser la vie"（「人生に乾杯」）にも通じるとされる。
1921年、セラヴィは、マン・レイ撮影による一連のデュシャンの女装写真に登場した。1920年代を通して、マン・レイとデュシャンは、さらにセラヴィの写真を作り続けた。後にデュシャンは、文章を書いたり、作品を発表するときにもセラヴィの名をしばしば用いるようになった。デュシャンはまた、自分の造形作品名にセラヴィの名を用いており、少なくとも1点「ローズ・セラヴィよ、なぜくしゃみをしないの (Why Not Sneeze, Rose Sélavy?)」(1921年)はその例である。この作品は、デュシャンのレディメイドの手法による造形作品で、舌下体温計、イカの骨、そして角砂糖に似た152個の小さな大理石の立方体を鳥かごに入れた、アッサンブラージュと呼ばれるものである。同じく1921年に発表された、レディメイド作品「Belle Haleine, Eau de Voilette」のオリジナルの箱に入れられたの香水瓶のラベルには、セラヴィの写真が入っている。また、デュシャンは映画『アネミック・シネマ』(1926年)をセラヴィの名で発表した。さらに、「グリーンボックス」(1934年)と通称される、デュシャンの文章が書き込まれたノート類が緑色の箱に詰め込まれた作品も、セラヴィの名義で発表された。
1922年以降、ローズ・セラヴィの名は、フランスのシュルレアリスム詩人、ロベール・デスノスによる一連のアフォリズム（格言）、駄洒落、語音転換などに登場するようになった。デュシャンを讃えたアフォリズム13は、Rrose Sélavy connaît bien le marchand du sel （ローズ・セラヴィは塩の商人をよく知っている）というものだが、これは「marchand du sel（塩の商人）」の発音（マルシャン・デュ・セル）が、マルセル・デュシャンの組み替えに聞こえることを踏まえている（ちなみに、デュシャンが1958年に発表した散文集は『Marchand du sel』と題されていた）。
1939年、今度はデュシャン作のアフォリズムなどを集めた作品集が、ローズ・セラヴィ名義で『Poils et coups de pieds en tous genres』と題して出版された。
ローズ・セラヴィにインスピレーションを与えたのはベラ・ダ・コスタ・グリーン(Belle da Costa Greene)という人物と目されている。彼女は、モルガン財閥を開いたジョン・モルガンの司書で、モルガンの死後にはモルガン・ライブラリーの館長となり、通算43年間働いて今日のモルガン図書館/博物館の基礎を築いた。モルガンから、また後には「ジャック」と通称された同名の息子からの支援を受け、グリーンは希少な手書き写本や書籍、芸術作品などを売買しながら、コレクションを形成した。
エストニアの詩人・学者で、多くの言語に通じた知識人であり、亡命先のスウェーデンで亡くなったイルマー・ラーバン(Ilmar Laaban)は、「エストニア・シュルレアリスムの父」と称される人物であるが、言葉遊びと駄洒落を踏まえた「ローシ・セラヴィステ (Rroosi Selaviste)」という一連の詩をエストニア語で綴った。1957年に出版されたこの作品は、作者の母語であるエストニア語への面白み溢れる讃歌となっており、エストニア語の柔軟性を活かした、言葉の匠としてのラーバンの技量を披瀝する、彼の代表作の一つとなっている。
ジョン・フルシアンテの別人格である Niandra LaDes は、ローズ・セラヴィを踏まえたものである。この人物は、フルシアンテの1994年のアルバム『Niandra Lades and Usually Just a T-Shirt』のカバーに大きく写されているが、これは当時フルシアンテのガールフレンドだったトニ・オズワルド(Toni Oswald)が制作した映画の一場面である。ただし、この映画は公開されていない。